# Ходский, Леонид Владимирович
Леонид Владимирович Ходский (1854—1919) — российский экономист, статистик, публицист, издатель, редактор и педагог.

## Биография
Родился в 1854 году.
Образование получил в гатчинском Николаевском сиротском институте (1872) и Горном институте (1876).
С сентября 1876 года был преподавателем русского языка и естественной истории в Высшем уездном училище в городе Нарва; весной 1878 года вышел в отставку и в октябре поступил слушателем на юридический факультет Императорского Санкт-Петербургского университета. В мае 1879 года сдал экзамен на степень кандидата; в том же году представил кандидатскую диссертацию, был утверждён в степени и оставлен в университете со стипендией; в декабре 1882 года сдал магистерский экзамен, в январе 1883 года защитил диссертацию «Поземельный кредит и отношение его к крестьянскому землевладению» и получил степень магистра политической экономии.
С 1881 года был преподавателем Санкт-Петербургского коммерческого училища, а в 1885 году избран доцентом политической экономии и статистики в Санкт-Петербургском лесном институте.
В мае 1891 года за диссертацию «Земля и земледелец» получил степень доктора политической экономии и в январе 1892 года вступил в число приват-доцентов Санкт-Петербургского университета; с 1895 года состоял в нём профессором финансового права.
В 1905 году из-за оппозиционной направленности лекций Ходского срок его профессорской службы не был продлён, а чтение лекций в качестве приват-доцента было вновь разрешено лишь в 1910 году.
В 1890-х годах Л. В. Ходский был председателем III Отделения Вольного экономического общества (отделения сельскохозяйственной статистики и политической экономии).
Как публицист отстаивал идеи буржуазной демократии. Участвовал в составлении «Земского ежегодника» (изд. Вольного экономического общества) за 1878-й, 1879-й и 1880-й годы и редактировал тот же сборник за 1884-й, 1885-й и 1886-й годы. С 1900 по 1905 год издавал ежемесячный журнал «Народное хозяйство», посвящённый экономическим и финансовым вопросам и земскому и городскому самоуправлению.
Для «Энциклопедического словаря Брокгауза и Ефрона» написал статьи: «Выкупная операция», «Деньги», «Кредитные билеты», «Кредит государственный».
В конце 1904 году основал газету «Наша жизнь», позже — «Товарищ» и «Столичную почту». За опубликование в «Нашей жизни» манифеста совета рабочих депутатов Л. В. Ходский в течение 1906 года трижды судился в Санкт-Петербургской палате (первый раз — 500 рублей штрафа, второй — оправдание, третий — 6 месяцев тюрьмы); первые два приговора были кассированы Сенатом.
В 1904—1910 годах был гласным Петербургской городской думы.
В БСЭ ошибочно указывалось, что после октябрьской революции Л. В. Ходский эмигрировал из России. На самом деле он продолжал работать в Лесном институте, также был восстановлен в правах ординарного профессора Петроградского университета, а в апреле 1918 года утвержден его заслуженным профессором. Осенью 1919 года Ходский был арестован, но вскоре освобожден. Скончался от воспаления легких 8 декабря 1919 года. Похоронен в Александро-Невской лавре.